# Titularbistum Thisiduo
Thisiduo (ital.: Tisiduo) ist ein Titularbistum der römisch-katholischen Kirche.
Es geht zurück auf einen untergegangenen Bischofssitz in der gleichnamigen antiken Stadt, die in der römischen Provinz Africa proconsularis (heute nördliches Tunesien) lag. Der Bischofssitz war der Kirchenprovinz Karthago zugeordnet.
| Titularbischöfe von Thisiduo |                                                        |                                                                 |                    |                   |
| Nr.                          | Name                                                   | Amt                                                             | von                | bis               |
| 1                            | John Raphael Quinn                                     | Weihbischof in San Diego (USA)                                  | 21. Oktober 1967   | 30. November 1971 |
| 2                            | Edward Thomas O’Meara                                  | Weihbischof in Saint Louis (USA)                                | 28. Januar 1972    | 21. November 1979 |
| 3                            | Jesus Aputen Cabrera                                   | Weihbischof in Lingayen-Dagupan (Philippinen)                   | 5. Mai 1980        | 22. April 1985    |
| 4                            | Josef Voß                                              | Weihbischof in Münster (Deutschland)                            | 18. März 1988      | 16. Dezember 2009 |
| 5                            | Jean Marie Vu Tât                                      | Weihbischof in Hung Hoá (Vietnam)                               | 29. März 2010      | 1. März 2011      |
| 6                            | Leonardo Ulrich Steiner OFM                            | Weihbischof in Brasília (Brasilien)                             | 21. September 2011 | 27. November 2019 |
| 7                            | Mauro Gambetti OFMConv Titularerzbischof pro illa vice | ehemaliger Generalkustos des Sacro Convento in Assisi (Italien) | 30. Oktober 2020   | 28. November 2020 |
| 8                            | Júlio César Gomes Moreira                              | Weihbischof in Belo Horizonte (Brasilien)                       | 23. Dezember 2020  |                   |